# Фінал Кубка Іспанії з футболу 1925
Фінал Кубка Іспанії з футболу 1925 — футбольний матч, що відбувся 10 травня 1925 року. У ньому визначився 25-й переможець кубка Іспанії.

## Шлях до фіналу
| Барселона           | Барселона | Барселона                                       | Раунд          | Аренас   | Аренас    | Аренас                             |
| ------------------- | --------- | ----------------------------------------------- | -------------- | -------- | --------- | ---------------------------------- |
| Суперник            | Результат | Матчі                                           |                | Суперник | Результат | Матчі                              |
| Валенсія            | 7–3       | 7–3 вдома                                       | Груповий раунд | Севілья  | 3–1       | 3–1 вдома                          |
| Стадіум де Сарагоса | 5–1       | 5–1 на виїзді                                   | Груповий раунд | Севілья  | 0–1       | 0–1 на виїзді                      |
| Валенсія            | 1–1       | 1–1 на виїзді                                   | Груповий раунд | Севілья  | 3–2       | 3–2 нейтральне поле (перегравання) |
| Стадіум де Сарагоса | 8–0       | 8–0 вдома                                       | Груповий раунд | -        | -         | -                                  |
| Реал Уніон          | 6–5       | 3–2 вдома; 1–2 на виїзді; 2–1 (нейтральне поле) | 1/2 фіналу     | Сельта   | 2–1       | 1–0 вдома; 1–1 на виїзді           |

## Подробиці
| 10 травня 1925 |

| Барселона             | 2:0      | Аренас Клуб Гечо |
| --------------------- | -------- | ---------------- |
| Самітьєр 9' Санчо 34' | Протокол |                  |

| Рейна Вікторія, Севілья Глядачів: 6 000 Арбітр: Томас Балагер |

|  |  |

|            |  |                    |  |
|            |  |                    |  |
| В          |  | Ференц Платтко     |  |
| З          |  | Еміль Вальтер      |  |
| З          |  | Хосе Планас Артес  |  |
| ПЗ         |  | Домінго Карулья    |  |
| ПЗ         |  | Агустін Санчо      |  |
| ПЗ         |  | Рамон Торральба    |  |
| Н          |  | Емілі Сагі-Барба   |  |
| Н          |  | Пауліно Алькантара |  |
| Н          |  | Хосеп Самітьєр (к) |  |
| Н          |  | Арнау              |  |
| Н          |  | Вісенте Пієра      |  |
| Тренер:    |  |                    |  |
| Єса Посонь |  |                    |  |

|    |  |                    |  |
|    |  |                    |  |
| В  |  | Хосе Марія Хаурегі |  |
| З  |  | Домінго Кареага    |  |
| З  |  | Педро Вальяна (к)  |  |
| ПЗ |  | Хосе Марія Пенья   |  |
| ПЗ |  | Антоніо Ланья      |  |
| ПЗ |  | Хосе Урресті       |  |
| Н  |  | Робустьяно Більбао |  |
| Н  |  | Фідель Сесумага    |  |
| Н  |  | Хосе Марія Єрмо    |  |
| Н  |  | Матео Акіррехойтія |  |
| Н  |  | Хав'єр Ріверо      |  |